# Evolução do Colégio dos Cardeais sob o pontificado de Pio IX
Este artigo discute os desenvolvimentos no Colégio durante o pontificado de Papa Pio IX , o mais longo da história depois da de São Pedro ( apóstolo e primeiro Papa ), desde a abertura do conclave que o elegeu , o14 de junho de 1846 até sua morte em 7 de fevereiro de 1878.

## Composição por consistório
| Concistoro                   | 1846 | 1878 |
| ---------------------------- | ---- | ---- |
| Março 1804                   | 1    |      |
| Março 1823                   | 1    |      |
| Consistórios de Pio VII      | 2    |      |
| Setembro 1824                | 2    |      |
| Março 1826                   | 1    |      |
| Outubro 1826                 | 4    |      |
| Consistórios de Leão XII     | 7    |      |
| Setembro 1831                | 5    |      |
| Julho 1832                   | 1    |      |
| Abril 1833                   | 1    |      |
| Julho 1833                   | 1    |      |
| Janeiro 1834                 | 1    |      |
| Junho 1834                   | 4    |      |
| Abril 1835                   | 2    |      |
| Fevereiro 1836               | 2    |      |
| Maio 1837                    | 2    | 1    |
| Fevereiro 1838               | 8    |      |
| Setembro 1838                | 2    |      |
| Novembro 1838                | 1    |      |
| Fevereiro 1839               | 1    |      |
| Julho 1839                   | 1    |      |
| Dezembro 1839                | 4    |      |
| Dezembro 1840                | 1    |      |
| Março 1841                   | 1    |      |
| Julho 1841                   | 1    |      |
| Janeiro 1842                 | 2    | 1    |
| Janeiro 1843                 | 3    |      |
| Junho 1843                   | 1    |      |
| Janeiro 1844                 | 3    | 1    |
| Julho 1844                   | 3    | 1    |
| Janeiro 1846                 | 3    |      |
| Consistórios de Gregório XVI | 53   | 4    |
| Março 1852                   |      | 2    |
| Março 1853                   |      | 1    |
| Dezembro 1853                |      | 2    |
| Março 1858                   |      | 2    |
| Setembro 1861                |      | 2    |
| Março 1863                   |      | 3    |
| Dezembro 1863                |      | 1    |
| Junho 1866                   |      | 4    |
| Março 1868                   |      | 6    |
| Dezembro 1873                |      | 8    |
| Março 1875                   |      | 10   |
| Setembro 1875                |      | 1    |
| Abril 1876                   |      | 2    |
| Março 1877                   |      | 11   |
| Junho 1877                   |      | 3    |
| Dezembro 1877                |      | 2    |
| Consistórios de Pio IX       |      | 60   |
| Total                        | 62   | 64   |

## Evolução Digital durante o pontificado
| Data                    | Evento                                                                                | País           | Total |
| ----------------------- | ------------------------------------------------------------------------------------- | -------------- | ----- |
| 14 de junho de 1846     | Cardeais no momento da Conclave de 1846                                               | Vaticano       | 62    |
| 16 de junho de 1846     | Eleição papal do cardeal Giovanni Maria Mastai Ferretti como Papa Pio IX              | Vaticano       | 61    |
| 5 de julho de 1846      | Morte do Cardeal Joseph Bernet (75 anos)                                              | França         | 60    |
| 19 de novembro de 1846  | Morte do cardeal Karl Kajetan von Gaisruck (77 anos)                                  | Áustria        | 59    |
| 21 de dezembro de 1846  | criação de 2 Cardeal + 2 In Pectore:                                                  | Vaticano       | 61    |
| 21 de dezembro de 1846  | Gaetano Baluffi                                                                       | Itália         | 61    |
| 21 de dezembro de 1846  | Pietro Marini                                                                         | Itália         | 61    |
| 23 de abril de 1847     | Morte do Cardeal Paolo Polidori (69 anos)                                             | Itália         | 60    |
| 24 de maio de 1847      | Morte do Cardeal Ludovico Micara, O.F.M.Cap. (71 anos)                                | Itália         | 59    |
| 11 de junho de 1847     | criação de 3 Cardeal + 1 Revelação In Pectore:                                        | Vaticano       | 63    |
| 11 de junho de 1847     | Giuseppe Bofondi                                                                      | Itália         | 63    |
| 11 de junho de 1847     | Giacomo Antonelli                                                                     | Itália         | 63    |
| 11 de junho de 1847     | Jacques-Marie-Antoine-Célestin Du Pont                                                | França         | 63    |
| 11 de junho de 1847     | Pierre Giraud                                                                         | França         | 63    |
| 21 de junho de 1847     | Morte do Cardeal Francisco Javier de Cienfuegos e Jovellanos (81 anos)                | Espanha        | 62    |
| 23 de junho de 1847     | Morte do Cardeal Charles Januarius Acton (44 anos)                                    | Itália         | 61    |
| 30 de setembro de 1847  | Morte do cardeal Giuseppe Alberghini (77 anos)                                        | Itália         | 60    |
| 22 de novembro de 1847  | Morte do Cardeal Placido Maria Tadini, O.C.D. (88 anos)                               | Itália         | 59    |
| 11 de janeiro de 1848   | Morte do Cardeal Francesco Saverio Massimo (41 anos)                                  | Itália         | 58    |
| 20 de janeiro de 1848   | criação de 1 Cardeal:                                                                 | Vaticano       | 59    |
| 20 de janeiro de 1848   | Carlo Vizzardelli                                                                     | Itália         | 59    |
| 3 de abril de 1849      | Morte do Cardeal Pietro Ostini (73 anos)                                              | Itália         | 58    |
| 15 de março de 1849     | Morte do Cardeal Giuseppe Mezzofanti (74 anos)                                        | Itália         | 57    |
| 3 de junho de 1849      | Morte do Cardeal Tommaso Pasquale Gizzi (61 anos)                                     | Itália         | 56    |
| 11 de abril de 1850     | Morte do Cardeal Ignazio Giovanni Cadolini (55 anos)                                  | Itália         | 55    |
| 17 de abril de 1850     | Morte do Cardeal Pierre Giraud (58 anos)                                              | França         | 54    |
| 17 de agosto de 1850    | Morte do Cardeal Francesco Serra Casano (67 anos)                                     | Itália         | 53    |
| 30 de setembro de 1850  | criação de 13 Cardeal + 1 Revelação In Pectore:                                       | Vaticano       | 67    |
| 30 de setembro de 1850  | Raffaele Fornari                                                                      |                | 67    |
| 30 de setembro de 1850  | Juan José Bonel y Orbe                                                                | Espanha        | 67    |
| 30 de setembro de 1850  | Giuseppe Cosenza                                                                      | Itália         | 67    |
| 30 de setembro de 1850  | Paul-Thérèse-David d'Astros                                                           | França         | 67    |
| 30 de setembro de 1850  | Pedro Paulo de Figueiredo da Cunha e Melo                                             | Portugal       | 67    |
| 30 de setembro de 1850  | Thomas-Marie-Joseph Gousset                                                           | França         | 67    |
| 30 de setembro de 1850  | Jacques-Marie-Adrien-Césaire Mathieu                                                  | França         | 67    |
| 30 de setembro de 1850  | Giuseppe Pecci                                                                        | Itália         | 67    |
| 30 de setembro de 1850  | Roberto Giovanni F. Roberti                                                           | Itália         | 67    |
| 30 de setembro de 1850  | Judas José Romo y Gamboa                                                              | Espanha        | 67    |
| 30 de setembro de 1850  | Maximilian Joseph Gottfried Sommerau Beeckh                                           | Alemanha       | 67    |
| 30 de setembro de 1850  | Melchior von Diepenbrock                                                              | Áustria        | 67    |
| 30 de setembro de 1850  | Johannes von Geissel                                                                  | Áustria        | 67    |
| 30 de setembro de 1850  | Nicholas Patrick Stephen Wiseman                                                      | Inglaterra     | 67    |
| 25 de abril de 1851     | Morte do Cardeal Jacobo Monico (72 anos)                                              | Itália         | 66    |
| 24 de maio de 1851      | Morte do Cardeal Carlo Vizzardelli (59 anos)                                          | Itália         | 65    |
| 20 de julho de 1851     | Morte do Cardeal Hugues-Robert-Jean-Charles de la Tour d'Auvergne-Lauragais (82 anos) | França         | 64    |
| 1 de agosto de 1851     | Morte do Cardeal Antonio Maria Cadolini, B. (80 anos)                                 | Itália         | 63    |
| 29 de setembro de 1851  | Morte do Cardeal Paul-Thérèse-David d'Astros (78 anos)                                | França         | 62    |
| 20 de fevereiro de 1852 | Morte do Cardeal Antonio Francesco Orioli, O.F.M.Conv. (73 anos)                      | Itália         | 61    |
| 21 de fevereiro de 1852 | Morte do Cardeal Castruccio Castracane degli Antelminelli (72 anos)                   | Itália         | 60    |
| 15 de março de 1852     | criação de 4 Cardeal + 2 In Pectore:                                                  | Vaticano       | 64    |
| 15 de março de 1852     | Gerolamo Marquese d'Andrea                                                            | Itália         | 64    |
| 15 de março de 1852     | Ferdinand-François-Auguste Donnet                                                     | França         | 64    |
| 15 de março de 1852     | Domenico Lucciardi                                                                    | Itália         | 64    |
| 15 de março de 1852     | Carlo Luigi Morichini                                                                 | Itália         | 64    |
| 21 de março de 1852     | Morte do Cardeal Tommaso Bernetti (72 anos)                                           | Itália         | 63    |
| 30 de janeiro de 1853   | Morte do Cardeal Melchior von Diepenbrock (64 anos)                                   | Alemanha       | 62    |
| 3 de julho de 1853      | criação de 6 Cardeal + 2 Revelação In Pectore:                                        | Vaticano       | 70    |
| 3 de julho de 1853      | Michele Viale-Prelà                                                                   | Itália         | 70    |
| 3 de julho de 1853      | Giovanni Brunelli                                                                     | Itália         | 70    |
| 3 de julho de 1853      | Prospero Caterini                                                                     | Itália         | 70    |
| 3 de julho de 1853      | François Nicholas Madeleine Morlot                                                    | França         | 70    |
| 3 de julho de 1853      | Giusto Recanati, O.F.M.Cap.                                                           | Itália         | 70    |
| 3 de julho de 1853      | Vincenzo Santucci                                                                     | Itália         | 70    |
| 3 de julho de 1853      | Domenico Savelli                                                                      | Itália         | 70    |
| 3 de julho de 1853      | Ján Krstiteľ Scitovský                                                                | Polónia        | 70    |
| 31 de março de 1853     | Morte do cardeal Maximilian Joseph Gottfried Sommerau Beeckh (83 anos)                | Áustria        | 69    |
| 10 de maio de 1853      | Morte do Cardeal Ferdinando Maria Pignatelli, C.R. (82 anos)                          | Itália         | 68    |
| 23 de junho de 1853     | Morte do cardeal Giacomo Luigi Brignole (56 anos)                                     | Itália         | 67    |
| 19 de dezembro de 1853  | criação de 1 Cardeal + 1 In Pectore:                                                  | Vaticano       | 68    |
| 19 de dezembro de 1853  | Vincenzo Gioacchino Pecci (Futuro Papa Leão XIII)                                     | Itália         | 68    |
| 12 de maio de 1854      | Morte do Cardeal Luigi Lambruschini, B. (77 anos)                                     | Itália         | 67    |
| 15 de junho de 1854     | Morte do Cardeal Raffaele Fornari (67 anos)                                           | Itália         | 66    |
| 8 de setembro de 1854   | Morte do Cardeal Angelo Mai (72 anos)                                                 | Itália         | 65    |
| 9 de janeiro de 1855    | Morte do Cardeal Lorenzo Simonetti (65 anos)                                          | Itália         | 64    |
| 11 de janeiro de 1855   | Morte do Cardeal Judas José Romo y Gamboa (76 anos)                                   | Espanha        | 63    |
| 21 de janeiro de 1855   | Morte do Cardeal Giuseppe Pecci (78 anos)                                             | Itália         | 62    |
| 1 de fevereiro de 1855  | Morte do Cardeal Giovanni Serafini (68 anos)                                          | Itália         | 61    |
| 13 de abril de 1855     | Morte do cardeal Carlo Oppizzoni (85 anos)                                            | Itália         | 60    |
| 17 de dezembro de 1855  | criação de 4 Cardeal:                                                                 | Vaticano       | 64    |
| 17 de dezembro de 1855  | Joseph Othmar von Rauscher                                                            | Alemanha       | 64    |
| 17 de dezembro de 1855  | Karl-August von Reisach                                                               | Alemanha       | 64    |
| 17 de dezembro de 1855  | Clément Villecourt                                                                    | França         | 64    |
| 17 de dezembro de 1855  | Francesco Gaude, O.P.                                                                 | Itália         | 64    |
| 31 de dezembro de 1855  | Morte do Cardeal Pedro Paulo de Figueiredo da Cunha e Melo (85 anos)                  | Portugal       | 63    |
| 3 de março de 1856      | Morte do Cardeal Ambrogio Bianchi, O.S.B.Cam. (84 anos)                               | Itália         | 62    |
| 20 de abril de 1856     | Morte do Cardeal Giacomo Filippo Fransoni (80 anos)                                   | Itália         | 61    |
| 16 de junho de 1856     | criação de 5 Cardeal + 1 Revelação In Pectore:                                        | Vaticano       | 67    |
| 16 de junho de 1856     | Camillo Di Pietro                                                                     | Itália         | 67    |
| 16 de junho de 1856     | Alessandro Barnabò                                                                    | Itália         | 67    |
| 16 de junho de 1856     | Gaspare Grassellini, C.O.                                                             | Itália         | 67    |
| 16 de junho de 1856     | Juraj Haulík Váralyai                                                                 | Áustria        | 67    |
| 16 de junho de 1856     | Mykhajlo Levitsky                                                                     | Polónia        | 67    |
| 16 de junho de 1856     | Francesco de 'Medici di Ottaiano                                                      | Itália         | 67    |
| 12 de agosto de 1856    | Morte do Cardeal Giovanni Soglia Ceroni (76 anos)                                     | Itália         | 66    |
| 11 de fevereiro de 1857 | Morte do Cardeal Juan José Bonel y Orbe (74 anos)                                     | Espanha        | 65    |
| 14 de março de 1857     | Morte do Cardeal Tommaso Riario Sforza (75 anos)                                      | Itália         | 64    |
| 10 de novembro de 1857  | Morte do Cardeal Francesco de 'Medici di Ottaiano (48 anos)                           | Itália         | 63    |
| 15 de novembro de 1857  | Morte do Cardeal Guilherme Henriques de Carvalho (64 anos)                            | Portugal       | 62    |
| 14 de janeiro de 1858   | Morte do Cardeal Mykhajlo Levitsky (83 anos)                                          | Polónia        | 61    |
| 21 de janeiro de 1858   | Morte do cardeal Ugo Pietro Spinola (66 anos)                                         | Itália         | 60    |
| 2 de junho de 1858      | Morte do Cardeal Adriano Fieschi (69 anos)                                            | Itália         | 59    |
| 12 de fevereiro de 1858 | Morte do Cardeal Ludovico Gazzoli (83 anos)                                           | Itália         | 58    |
| 15 de março de 1858     | criação de 7 Cardeais:                                                                | Vaticano       | 65    |
| 15 de março de 1858     | Antonio Benedetto Antonucci                                                           | Itália         | 65    |
| 15 de março de 1858     | Cirilo Alameda y Brea, O.F.M.                                                         | Itália         | 65    |
| 15 de março de 1858     | Teodolfo Mertel                                                                       | Áustria        | 65    |
| 15 de março de 1858     | Giuseppe Milesi Pironi Ferretti                                                       | Polónia        | 65    |
| 15 de março de 1858     | Enrico Orfei                                                                          | Itália         | 65    |
| 15 de março de 1858     | Pietro de Silvestri                                                                   | Itália         | 65    |
| 15 de março de 1858     | Manuel Joaquín Tarancón y Morón                                                       | Itália         | 65    |
| 25 de junho de 1858     | criação de 1 Cardeal:                                                                 | Vaticano       | 66    |
| 25 de junho de 1858     | Manuel Bento Rodrigues da Silva                                                       | Portugal       | 66    |
| 26 de maio de 1859      | Morte do Cardeal Jacques-Marie-Antoine-Célestin Du Pont (67 anos)                     | França         | 65    |
| 22 de agosto de 1859    | Morte do Cardeal Clarissimo Falconieri Mellini (64 anos)                              | Itália         | 64    |
| 15 de maio de 1860      | Morte do Cardeal Michele Viale-Prelà (61 anos)                                        | Itália         | 63    |
| 13 de setembro de 1860  | Morte do Cardeal Gabriele Ferretti (65 anos)                                          | Itália         | 62    |
| 30 de setembro de 1860  | Morte do Cardeal Vincenzo Macchi (90 anos)                                            | Itália         | 61    |
| 14 de dezembro de 1860  | Morte do Cardeal Francesco Gaude (51 anos)                                            | Itália         | 60    |
| 10 de fevereiro de 1861 | Morte do Cardeal Gabriele della Genga Sermattei (59 anos)                             | Itália         | 59    |
| 22 de fevereiro de 1861 | Morte do Cardeal Giovanni Brunelli (65 anos)                                          | Itália         | 58    |
| 13 de junho de 1861     | Morte do cardeal Francesco di Paola Villadecani (81 anos)                             | Itália         | 57    |
| 17 de agosto de 1861    | Morte do Cardeal Giacomo Piccolomini (66 anos)                                        | Itália         | 56    |
| 19 de agosto de 1861    | Morte do Cardeal Vincenzo Santucci (65 anos)                                          | Itália         | 55    |
| 27 de setembro de 1861  | criação de 7 Cardeais:                                                                | Vaticano       | 62    |
| 27 de setembro de 1861  | Gaetano Bedini                                                                        | Itália         | 62    |
| 27 de setembro de 1861  | Alexis Billiet                                                                        | França         | 62    |
| 27 de setembro de 1861  | Miguel García Cuesta                                                                  | Espanha        | 62    |
| 27 de setembro de 1861  | Fernando da Puente e Primo de Rivera                                                  | Espanha        | 62    |
| 27 de setembro de 1861  | Antonio Maria Panebianco, O.F.M.Conv.                                                 | Itália         | 62    |
| 27 de setembro de 1861  | Angelo Quaglia                                                                        | Itália         | 62    |
| 27 de setembro de 1861  | Carlo Sacconi                                                                         | Itália         | 62    |
| 17 de novembro de 1861  | Morte do Cardeal Giusto Recanati (72 anos)                                            | Itália         | 61    |
| 30 de janeiro de 1862   | Morte do Cardeal Gaspare Bernardo Pianetti (81 anos)                                  | Itália         | 60    |
| 25 de agosto de 1862    | Morte do Cardeal Manuel Joaquín Tarancón y Morón (80 anos)                            | Espanha        | 59    |
| 29 de dezembro de 1862  | Morte do Cardeal François Nicholas Madeleine Morlot (67 anos)                         | França         | 58    |
| 16 de março de 1863     | criação de 7 Cardeais:                                                                | Vaticano       | 65    |
| 16 de março de 1863     | Giuseppe Andrea Bizzarri                                                              | Itália         | 65    |
| 16 de março de 1863     | Antonio Saverio De Luca                                                               | Itália         | 65    |
| 16 de março de 1863     | Filippo Maria Guidi, O.P.                                                             | Itália         | 65    |
| 16 de março de 1863     | Luis de la Lastra y Cuesta                                                            | Espanha        | 65    |
| 16 de março de 1863     | Francesco Pentini                                                                     | Itália         | 65    |
| 16 de março de 1863     | Jean Baptiste François Pitra, O.S.B.                                                  | França         | 65    |
| 16 de março de 1863     | Giuseppe Luigi Trevisanato                                                            | Itália         | 65    |
| 30 de março de 1863     | Morte do cardeal Giuseppe Cosenza (75 anos)                                           | Itália         | 64    |
| 10 de abril de 1863     | Morte de Cardeal Benedetto Colonna Barberini di Sciarra (74 anos)                     | Itália         | 63    |
| 19 de agosto de 1863    | Morte do Cardeal Pietro Marini (68 anos)                                              | Itália         | 62    |
| 11 de dezembro de 1863  | criação de 1 Cardeal:                                                                 | Vaticano       | 63    |
| 11 de dezembro de 1863  | Henri-Marie-Gaston Boisnormand de Bonnechose                                          | Inglaterra     | 63    |
| 31 de março de 1864     | Morte do Cardeal Domenico Lucciardi (67 anos)                                         | Itália         | 62    |
| 30 de agosto de 1864    | Morte do Cardeal Domenico Savelli (70 anos)                                           | Itália         | 61    |
| 6 de setembro de 1864   | Morte do Cardeal Gaetano Bedini (58 anos)                                             | Itália         | 60    |
| 8 de setembro de 1864   | Morte do Cardeal Johannes von Geissel (68 anos)                                       | Alemanha       | 59    |
| 15 de fevereiro de 1865 | Morte do Cardeal Nicholas Wiseman (62 anos)                                           | Inglaterra     | 58    |
| 17 de dezembro de 1865  | Morte do Cardeal Luigi Ciacchi (77 anos)                                              | Itália         | 57    |
| 20 de março de 1866     | Morte do Cardeal Antonio Tosti (89 anos)                                              | Itália         | 56    |
| 22 de junho de 1866     | criação de 5 Cardeais:                                                                | Vaticano       | 61    |
| 22 de junho de 1866     | Luigi Bilio, B.                                                                       | Itália         | 61    |
| 22 de junho de 1866     | Domenico Consolini                                                                    | Itália         | 61    |
| 22 de junho de 1866     | Paul Cullen                                                                           | Itália         | 61    |
| 22 de junho de 1866     | Gustav Adolf von Hohenlohe-Schillingsfürst                                            | Alemanha       | 61    |
| 22 de junho de 1866     | Antonio Matteucci                                                                     | Itália         | 61    |
| 7 de setembro de 1866   | Morte do Cardeal Antonio Matteucci (64 anos)                                          | Itália         | 60    |
| 19 de outubro de 1866   | Morte do cardeal Ján Krstiteľ Scitovský (80 anos)                                     | Hungria        | 59    |
| 11 de novembro de 1866  | Morte do Cardeal Gaetano Baluffi (78 anos)                                            | Itália         | 58    |
| 22 de dezembro de 1866  | Morte do Cardeal Thomas-Marie-Joseph Gousset (74 anos)                                | França         | 57    |
| 13 de janeiro de 1867   | Morte do Cardeal Antonio Maria Cagiano de Azevedo (69 anos)                           | Itália         | 56    |
| 17 de janeiro de 1867   | Morte do Cardeal Clément Villecourt (79 anos)                                         | França         | 55    |
| 12 de março de 1867     | Morte do Cardeal Fernando da Puente e Primo de Rivera (58 anos)                       | Espanha        | 54    |
| 11 de agosto de 1867    | Morte do Cardeal Lodovico Altieri (62 anos)                                           | Itália         | 53    |
| 11 de julho de 1867     | Morte do Cardeal Roberto Giovanni F. Roberti (78 anos)                                | Itália         | 52    |
| 12 de fevereiro de 1867 | Morte do Cardeal Giuseppe Bofondi (72 anos)                                           | Itália         | 51    |
| 12 de abril de 1867     | Morte do Cardeal Engelbert Sterckx (75 anos)                                          | Bélgica        | 50    |
| 19 de dezembro de 1867  | Morte do Cardeal Giuseppe Ugolini (84 anos)                                           | Itália         | 49    |
| 13 de março de 1868     | criação de 9 Cardeais:                                                                | Vaticano       | 58    |
| 13 de março de 1868     | Lorenzo Barili                                                                        | Itália         | 58    |
| 13 de março de 1868     | Giuseppe Berardi                                                                      | Itália         | 58    |
| 13 de março de 1868     | Lucien Louis Joseph Napoleão Bonaparte                                                | França         | 58    |
| 13 de março de 1868     | Edoardo Borromeo                                                                      | Espanha        | 58    |
| 13 de março de 1868     | Annibale Capalti                                                                      | Itália         | 58    |
| 13 de março de 1868     | Innocenzo Ferrieri                                                                    | Itália         | 58    |
| 13 de março de 1868     | Matteo Eustachio Gonella                                                              | Itália         | 58    |
| 13 de março de 1868     | Raffaele Monaco La Valletta                                                           | Itália         | 58    |
| 13 de março de 1868     | Juan Ignacio Moreno y Maisonave                                                       | Espanha        | 58    |
| 14 de maio de 1868      | Morte do Cardeal Gerolamo Marquese d'Andrea (56 anos)                                 | Itália         | 57    |
| 11 de maio de 1869      | Morte do Cardeal Juraj Haulík Váralyai (81 anos)                                      | Croácia        | 56    |
| 26 de setembro de 1869  | Morte do cardeal Manuel Bento Rodrigues da Silva (68 anos)                            | Portugal       | 55    |
| 17 de dezembro de 1869  | Morte do Cardeal Francesco Pentini (72 anos)                                          | Itália         | 54    |
| 22 de dezembro de 1869  | Morte do Cardeal Karl-August von Reisach (69 anos)                                    | Alemanha       | 53    |
| 25 de fevereiro de 1870 | Morte do Cardeal Louis Jacques Maurice de Bonald (82 anos)                            | França         | 52    |
| 15 de abril de 1870     | Morte do Cardeal Matteo Eustachio Gonella (58 anos)                                   | Itália         | 51    |
| 10 de julho de 1870     | Morte do Cardeal Mario Mattei (78 anos)                                               | Itália         | 49    |
| 10 de julho de 1870     | Morte do Cardeal Cosimo Corsi (72 anos)                                               | Itália         | 49    |
| 22 de dezembro de 1871  | Morte do Cardeal Enrico Orfei (70 anos)                                               | Itália         | 48    |
| 30 de junho de 1872     | Morte do Cardeal Cirilo de Alameda y Brea, O.F.M. (90 anos)                           | Itália         | 47    |
| 7 de julho de 1872      | Morte do Cardeal Niccola Clarelli Parracciani (73 anos)                               | Itália         | 46    |
| 27 de agosto de 1872    | Morte do cardeal Angelo Quaglia (69 anos)                                             | Itália         | 45    |
| 14 de abril de 1873     | Morte do Cardeal Miguel García Cuesta (69 anos)                                       | Espanha        | 44    |
| 30 de abril de 1873     | Morte do cardeal Alexis Billiet (90 anos)                                             | França         | 43    |
| 2 de agosto de 1873     | Morte do cardeal Giuseppe Milesi Pironi Ferretti (56 anos)                            | Itália         | 42    |
| 22 de dezembro de 1873  | criação de 12 Cardeais:                                                               | Vaticano       | 54    |
| 22 de dezembro de 1873  | Mariano Benito Barrio y Fernández                                                     | Itália         | 54    |
| 22 de dezembro de 1873  | Flavio Chigi                                                                          | Itália         | 54    |
| 22 de dezembro de 1873  | Mariano Falcinelli Antoniacci, O.S.B.                                                 | França         | 54    |
| 22 de dezembro de 1873  | Alessandro Franchi                                                                    | Espanha        | 54    |
| 22 de dezembro de 1873  | Joseph-Hippolyte Guibert, O.M.I.                                                      | Alemanha       | 54    |
| 22 de dezembro de 1873  | Tommaso Martinelli, O.S.A.                                                            | Itália         | 54    |
| 22 de dezembro de 1873  | Inácio do Nascimento Morais Cardoso                                                   | Portugal       | 54    |
| 22 de dezembro de 1873  | Luigi Oreglia di Santo Stefano                                                        | Itália         | 54    |
| 22 de dezembro de 1873  | René-François Régnier                                                                 | França         | 54    |
| 22 de dezembro de 1873  | János Simor                                                                           | Áustria        | 54    |
| 22 de dezembro de 1873  | Camillo Tarquini, S.J.                                                                | Itália         | 54    |
| 22 de dezembro de 1873  | Maximiliano Joseph von Tarnóczy                                                       | Alemanha       | 54    |
| 15 de fevereiro de 1874 | Morte do cardeal Camillo Tarquini (63 anos)                                           | Itália         | 53    |
| 24 de fevereiro de 1874 | Morte do cardeal Alessandro Barnabò (72 anos)                                         | Itália         | 52    |
| 29 de maio de 1874      | Morte do Cardeal Mariano Falcinelli Antoniacci, O.S.B. (67 anos)                      | Itália         | 51    |
| 8 de março de 1875      | Morte do Cardeal Lorenzo Barili (73 anos)                                             | Itália         | 50    |
| 15 de março de 1875     | criação de 6 Cardeais + 5 In Pectore:                                                 | Vaticano       | 56    |
| 15 de março de 1875     | Domenico Bartolini                                                                    | Itália         | 56    |
| 15 de março de 1875     | Victor-Auguste-Isidore Dechamps, C.Ss.R.                                              | França         | 56    |
| 15 de março de 1875     | Pietro Giannelli                                                                      | França         | 56    |
| 15 de março de 1875     | Mieczysław Halka Ledóchowski                                                          | Polónia        | 56    |
| 15 de março de 1875     | Henry Edward Manning                                                                  | Inglaterra     | 56    |
| 15 de março de 1875     | John McCloskey                                                                        | Estados Unidos | 56    |
| 7 de setembro de 1875   | Morte do Cardeal Jacques-Marie-Adrien-Césaire Mathieu (79 anos)                       | França         | 55    |
| 16 de setembro de 1875  | Morte do Cardeal Gaspare Grassellini, C.O. (79 anos)                                  | Itália         | 54    |
| 17 de setembro de 1875  | criação de 1 Cardeal + 5 Revelação In Pectore:                                        | Vaticano       | 60    |
| 17 de setembro de 1875  | Ruggero Luigi Emidio Antici Mattei                                                    | Itália         | 60    |
| 17 de setembro de 1875  | Salvatore Nobili Vitelleschi                                                          | Itália         | 60    |
| 17 de setembro de 1875  | Bartolomeo Pacca Jr                                                                   | Itália         | 60    |
| 17 de setembro de 1875  | Lorenzo Ilarione Randi                                                                | Itália         | 60    |
| 17 de setembro de 1875  | Giovanni Simeoni                                                                      | Itália         | 60    |
| 17 de setembro de 1875  | Godefroy Brossais-Saint-Marc                                                          | Inglaterra     | 60    |
| 17 de outubro de 1875   | Morte do Cardeal Salvatore Nobili Vitelleschi (57 anos)                               | Itália         | 59    |
| 19 de novembro de 1875  | Morte do Cardeal Pietro de Silvestri (72 anos)                                        | Itália         | 58    |
| 24 de novembro de 1875  | Morte do Cardeal Joseph Othmar von Rauscher (78 anos)                                 | Áustria        | 57    |
| 3 de abril de 1876      | criação de 2 Cardeais:                                                                | Vaticano       | 59    |
| 3 de abril de 1876      | Bartolomeo d'Avanzo                                                                   | Inglaterra     | 59    |
| 3 de abril de 1876      | Johann Baptist Franzelin, S.J.                                                        | Itália         | 59    |
| 4 de abril de 1876      | Morte do Cardeal Maximiliano Joseph von Tarnóczy (69 anos)                            | Áustria        | 58    |
| 5 de maio de 1876       | Morte do Cardeal Luis de la Lastra y Cuesta (72 anos)                                 | Espanha        | 57    |
| 11 de junho de 1876     | Morte do Cardeal Giacomo Antonelli (70 anos)                                          | Itália         | 56    |
| 20 de novembro de 1876  | Morte do Cardeal Mariano Benito Barrio y Fernández (70 anos)                          | Espanha        | 55    |
| 17 de dezembro de 1876  | Morte do Cardeal Costantino Patrizi Naro (78 anos)                                    | Itália         | 54    |
| 12 de março de 1877     | criação de 11 Cardeais:                                                               | Vaticano       | 65    |
| 12 de março de 1877     | Francesco Saverio Apuzzo                                                              | Itália         | 65    |
| 12 de março de 1877     | Francisco de Paula Benavides e Navarrete, O.S.                                        | Itália         | 65    |
| 12 de março de 1877     | Luigi di Canossa                                                                      | Itália         | 65    |
| 12 de março de 1877     | Louis-Marie-Joseph-Eusèbe Caverot                                                     | França         | 65    |
| 12 de março de 1877     | Frédéric de Falloux du Coudray                                                        | França         | 65    |
| 12 de março de 1877     | Manuel García Gil, O.P.                                                               | Portugal       | 65    |
| 12 de março de 1877     | Edward Henry Howard                                                                   | Inglaterra     | 65    |
| 12 de março de 1877     | Lorenzo Nina                                                                          | Itália         | 65    |
| 12 de março de 1877     | Miguel Payá y Rico                                                                    | Espanha        | 65    |
| 12 de março de 1877     | Enea Sbarretti                                                                        | Itália         | 65    |
| 12 de março de 1877     | Luigi Serafini                                                                        | Itália         | 65    |
| 21 de abril de 1877     | Morte do Cardeal Luigi Vannicelli Casoni (76 anos)                                    | Itália         | 64    |
| 28 de abril de 1877     | Morte do cardeal Giuseppe Luigi Trevisanato (76 anos)                                 | Itália         | 63    |
| 22 de junho de 1877     | criação de 3 Cardeais:                                                                | Vaticano       | 66    |
| 22 de junho de 1877     | Johann Rudolf Kutschker                                                               | Alemanha       | 66    |
| 22 de junho de 1877     | Josip Mihalovic                                                                       | Polónia        | 66    |
| 22 de junho de 1877     | Lucido Parocchi                                                                       | Itália         | 66    |
| 7 de agosto de 1877     | Morte do Cardeal Filippo De Angelis (85 anos)                                         | Itália         | 65    |
| 26 de agosto de 1877    | Morte do Cardeal Giuseppe Andrea Bizzarri (75 anos)                                   | Itália         | 64    |
| 29 de setembro de 1877  | Morte do Cardeal Sisto Riario Sforza (66 anos)                                        | Itália         | 63    |
| 18 de outubro de 1877   | Morte do cardeal Annibale Capalti (66 anos)                                           | Itália         | 62    |
| 28 de dezembro de 1877  | criação de 2 Cardeais:                                                                | Vaticano       | 64    |
| 28 de dezembro de 1877  | Vincenzo Moretti                                                                      | Itália         | 64    |
| 28 de dezembro de 1877  | Antonio Pellegrini                                                                    | Itália         | 64    |
| 7 de fevereiro de 1878  | Morte do Papa Pio IX (85 anos)                                                        | Vaticano       | 64    |